# 1151
1151 (MCLI) fue un año común comenzado en lunes del calendario juliano.

## Acontecimientos

Situación territorial de la península ibérica hacia el año 1150.

- 27 de enero. Alfonso VII de León y Castilla y Ramón Berenguer IV, conde de Barcelona y príncipe de Aragón, acuerdan, por el Tratado de Tudilén, declarar la guerra al Reino de Navarra y su futura repartición.
- Alfonso VII concede un fuero a Cerezo
- En la comarca de Rio Ivita fundó el rey Sancho VI de Navarra, la villa de Treviño
- Batalla de Móin Mhór, entre los reinos irlandeses de Leinster y Thomond, ganando el primero.
- Los almohades conquistan las taifas de Badajoz, Mértola, Silves, Guadix y de Baza.

## Nacimientos
- Sverre Sigurdsson, rey de Noruega entre 1184 y 1202.
- Geza, príncipe de Hungría, 4.º hijo de Géza II de Hungría. Acompañó a Federico I Barbarroja en su cruzada.

## Fallecimientos
- 13 de enero - Suger, historiador francés.
- 7 de septiembre - Godofredo Plantagenet, conde de Anjou, de Touraine y de Maine; duque de Normandía.